# Achim Müller
Achim Müller (Detmold, Alemania; 14 de febrero de 1938-28 de febrero de 2024) fue un químico alemán que trabajaba en la Facultad de Química de la Universidad de Bielefeld, donde tenía su propio grupo de investigación.

## Carrera académica
Achim Müller estudió química y física en la Universidad de Göttingen donde obtuvo su doctorado (1965) y la habilitación (1967). En 1971 se convirtió en profesor de la Universidad de Dortmund, y desde 1977 es catedrático de Química Inorgánica en la Universidad de Bielefeld. Su investigación trata de la química de los metales de transición en la síntesis de nuevos compuestos y de estudios teóricos referentes sobre todo a nanoquímica, la química bioinorgánica, incluyendo fijación biológica del nitrógeno, e imanes moleculares. También ha desarrollado estudios sobre la historia y la filosofía de la ciencia. (para publicaciones especiales sobre nanoquímica ver Refs [7-13]). Ha publicado más de 900 artículos científicos originales en más de 100 revistas científicas diferentes y que abarcan distintos campos del conocimiento. Además tiene más de 40 artículos de revisión y es coeditor de 14 libros. Achim Müller es miembro de varias academias nacionales e internacionales (e.g. Nationale Akademie der Wissenschaften Leopoldina Archivado el 13 de noviembre de 2013 en Wayback Machine., Polish Academy of Sciences, The Indian National Science Academy) y ha sido galardonado con numerosas distinciones (grado de doctor honoris causa, profesores y asociaciones) y premios (e.g. Alfred Stock Memorial Prize 2000, Prix Gay-Lussac/Humboldt 2001, Sir Geoffrey Wilkinson Prize 2001, Centenary Lecture of the Royal Society of Chemistry 2008/9, London), así como conferencias de prestigio. En 2012 fue galardonado con el prestigioso premio "Advanced Grant " por el Consejo Europeo de Investigación (ERC).

## Investigación

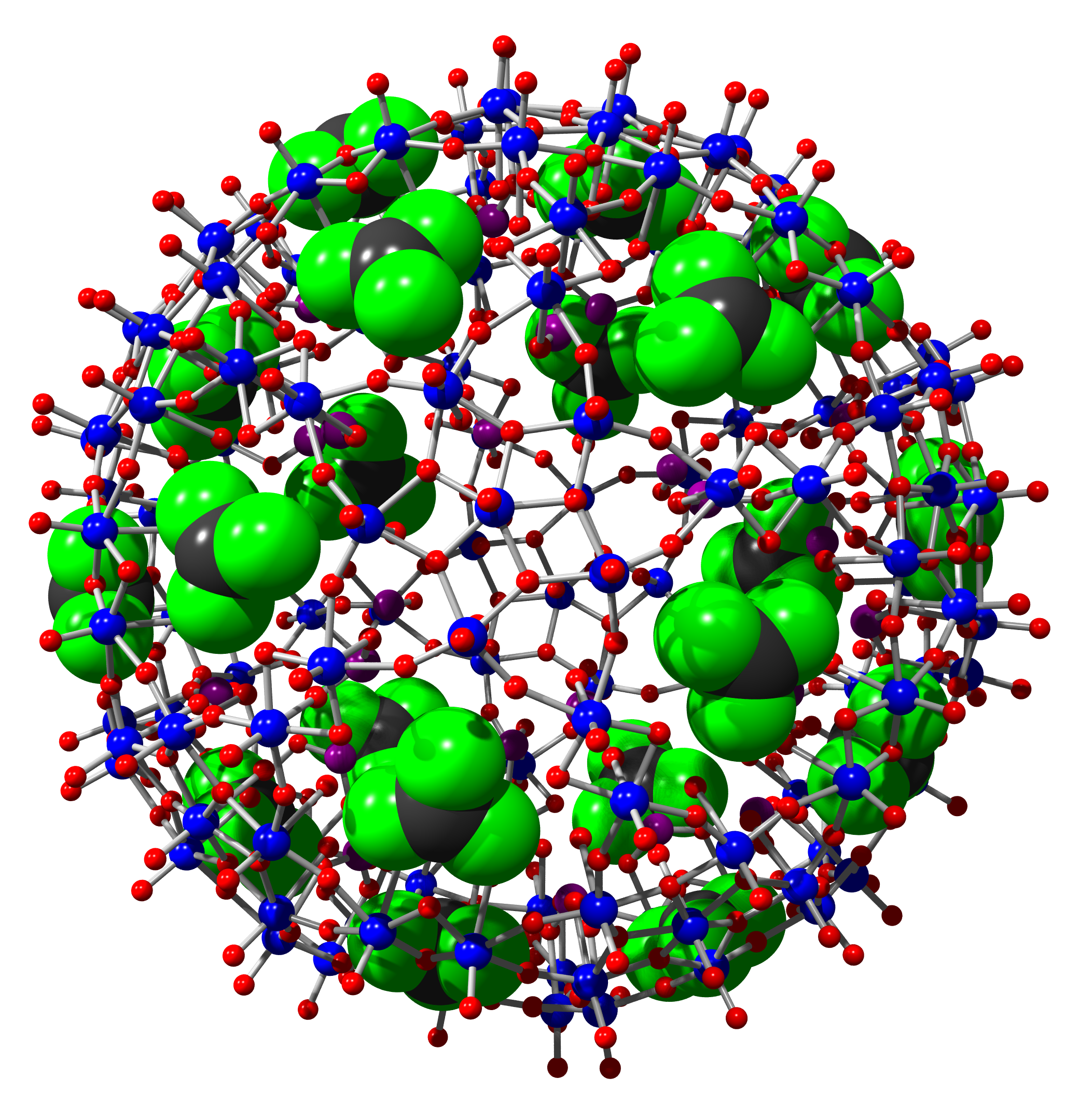
Cápsula esférica nanoporosa basado en un polioxomolibdato: 20 poros pueden cerrar el paso por la función escalón que tiene un tipo éter corona y está lleno de huéspedes de cationes / guanidinio.

La investigación que está desarrollando en la actualidad está relacionada con la preparación de los Nanoclusters porosos para el tipo de abajo a arriba y su uso como materiales versátiles de carácter interdisciplinar. Esto incluye los siguientes temas:
- Procesos, incluyendo la catálisis en condiciones de confinamiento, especialmente en cápsulas con el cierre del poro ajustable y características internas ajustables
- Ajustar la hidrofobicidad de la parte interior de la nanocápsula a la influencia, por ejemplo, del agua encapsulada, lo que permite el estudio del efecto de los aspectos hidrófobos
- Capacidad de adaptación de los nanomateriales químicos
- Química multi-supramolecular sobre superficies esféricas
- Modelización del transporte de cationes a través de "membranas " y su separación en espacios confinados
- El estudio de nuevos estados de iones inorgánicos en solución, utilizando la formación de vesículas
- Química de coordinación en las superficies, en los poros y cavidades de nanocápsulas
- Química encapsulación en espacios confinados en general, incluyendo las reacciones químicas relacionadas
- Nanoclusters de unión versátil en diferentes etapas, o en películas, monocapas, y la fase de gas
- Ejemplos de darwinismo químico / supramolecular
- Reconocimiento de especies hidrofóbicas en agua conectadas con clusters hidrofóbicos en cápsulas porosas
- Intercambio controlado de huéspedes con cápsulas de diferentes poros internos
- Cápsulas porosas actuando como portadores conjuntos para un gran número de cationes y aniones
- Modelización de canales iónicos basados en poros encapsulando surfactantes de cápsulas metal-óxido con interiores hidrofóbicos
- Imanes moleculares inéditos

Achim Müller descubrió las esferas gigantes moleculares (Kepleratos ) tipo Mo132 (diámetro aprox. 3 nm) y sus derivados, la rueda Mo154 en forma de clúster (Ref. [1] y) y el clúster en forma de erizo Mo368 (aumentó a 6 nm). Estos resultados contribuyeron a un cambio de paradigma en la química de polioxometalato, no sólo teniendo en cuenta el tamaño molecular que se trate, pero sobre todo debido a las propiedades únicas observadas en estos nanomateriales. Estas moléculas son bastante grandes, por ejemplo, teniendo en cuenta la longitud de una molécula con dos átomos de oxígeno (0,12 nm) como un metro, el clúster Mo368 tiene un diámetro unas 50 veces mayor. El trabajo de Müller en este campo muestra un gran número de aplicaciones (ver arriba), tales como los procesos celulares que implican el transporte de iones que puede ser modelizada en las cápsulas esféricas porosas. y este último puede ser utilizado para eliminar compuestos tóxicos del agua. Todos estos grupos pertenecen a una clase de compuestos conocidos como polioxometalatos, y algunos en particular como la familia azules de molibdeno. Los polioxometalatos se estudian en todo el mundo por muchos grupos de investigación, y la investigación de Müller ha reorientado la investigación sobre polioxometalatos en el campo de la Ciencia de los Materiales.